# Мартинес дель Масо, Хуан Баутиста
Хуа́н Баути́ста Марти́нес дель Ма́со (исп. Juan Bautista Martínez del Mazo, 1612, Куэнка — 10 февраля 1667, Мадрид) — испанский художник эпохи барокко, представитель художественной школы Диего Веласкеса и его зять, придворный художник. 

## Жизнь и творчество
О его юных годах и молодости мало что известно. Родители — жители провинции Куэнка — Эрнандо Мартинес и Лусия Буэно дель Масо. Будучи учеником в мастерской Д. Веласкеса, художник знакомится с дочерью мастера, Франсиской де Сильва Веласкес-и-Пачеко, и 31 августа 1633 года они венчаются в мадридской церкви Сант-Яго. В этом торжестве приняли участие король Испании Филипп IV и его первый министр, Гаспар де Гусман, герцог Оливарес. Уже одним этим Хуану дель Масо было обеспечено место при королевском дворе. 23 февраля 1634 года Веласкес, с позволения короля, передаёт своему зятю придворную должность охранителя врат Королевской палаты. 
В 1643 году Хуан дель Масо получает звание мастера живописи и становится личным художником наследника престола, принца Астурийского, Бальтазара Карлоса, ставшего в 1645 году крёстным пятого ребёнка Хуана. Бальтазар Карлос поручает Хуану написать копии полотен с изображениями сцен охоты различных фламандских мастеров — Йорданса, Рубенса, Пауля де Воса. В 1646 году художник сопровождает принца в его поездке в Арагон. Во время этого путешествия Хуан дель Масо создаёт одну из лучших своих картин, «Дорогу на Сарагосу». а также последний из портретов юного принца, скончавшегося вскоре в возрасте 16 лет. После смерти принца Бальтазара король Филипп IV приближает к себе Хуана дель Масо. 
На королевской службе художник копирует полотна знаменитых венецианских мастеров: Тинторетто, Тициана и Паоло Веронезе. Он также сумел раскрыть секреты великих мастеров фламандской школы, в первую очередь Рубенса и Йорданса, произведения которых также копировал по указанию короля. Наряду со своим тестем, Диего Веласкесом, писал портреты членов испанской королевской семьи («Портрет Маригариты Терезы Испанской»). Работы дель Масо отличались реалистичностью и натурализмом изображения, тщательностью исполнения деталей рисунка. редко подписывал свои полотна, так как многие из них были созданы совместно с Веласкесом. Значительное количество картин Хуана дель Масо можно увидеть в мадридском музее Прадо, рядом с произведениями Д.Веласкеса. помимо пейзажей и охотничьих сцен, создал также ряд натюрмортов. 
В 1657 году художник, вместе со своей старшей дочерью Инес, совершает путешествие в Италию, где посещает Рим и Неаполь. Здесь он пишет свою «Арку Тита», отразившую его впечатления от римских ландшафтов. После смерти Веласкеса в 1660 году, 19 апреля 1661 года король Филипп IV назначает Хуана дель Масо своим придворным художником, а старший сын Хуана, Гаспар, принимает его придворную должность хранителя врат Королевской палаты. После смерти Филиппа в 1665, Хуан сохраняет своё звание во время регентства королевы Марианны Австрийской, портрет которой в утреннем платье он пишет в 1666 году (ныне - в лондонской Национальной галерее). 

## Семья
Хуан дель Масо был трижды женат. Его первой супругой была дочь его учителя, Франсиска де Сильва Веласкес-и-Пачеко (1619—1658), в этом браке у них родились пятеро детей. Франсиска де Сильва скончалась вскоре после рождения своего последнего ребёнка. Позднее Хуан женится на Франсиске де ла Вега, которая родила ему четырёх сыновей. Именно её и детей запечатлел художник на полотне «Портрет семьи художника». Франсиска де ла Вега умерла в 1665 году. Третьей супругой была родственница предыдущей, Ана де ла Вега.
Одна из дочерей Хуана Баутиста Мартинеса дель Масо, Мария Тереса Мартинес дель Масо-и-Веласкес (1648—1692), ставшая маркизой де Монтелеоне и будучи прабабушкой Генриетты Касадо де Монтелеоне (1725—1761), вышедшей в 1746 году за Генриха VI, князя Рейсс-Кёстрицкого, через этих своих потомков является прародительницей ряда правивших в XX-XXI столетиях европейских монархов: королевы Испании Софии, королевы Нидерландов Беатрикс, короля Швеции Карла XVI Густава, короля Бельгии Альберта II, князя Лихтенштейна Ханса-Адама II, Великого герцога Люксембургского Анри.

## Галерея

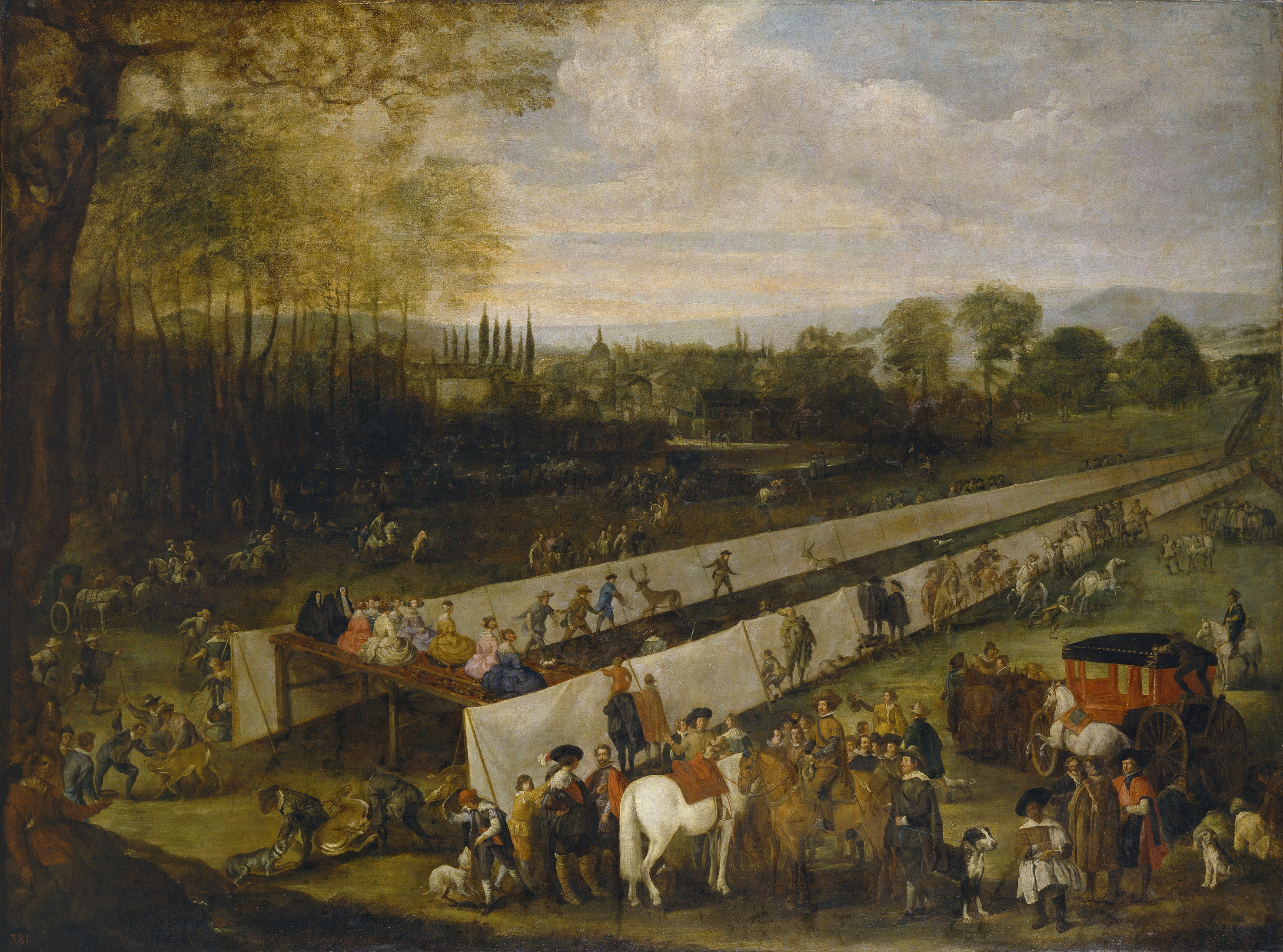
Охота на оленей в Аранхуэсе
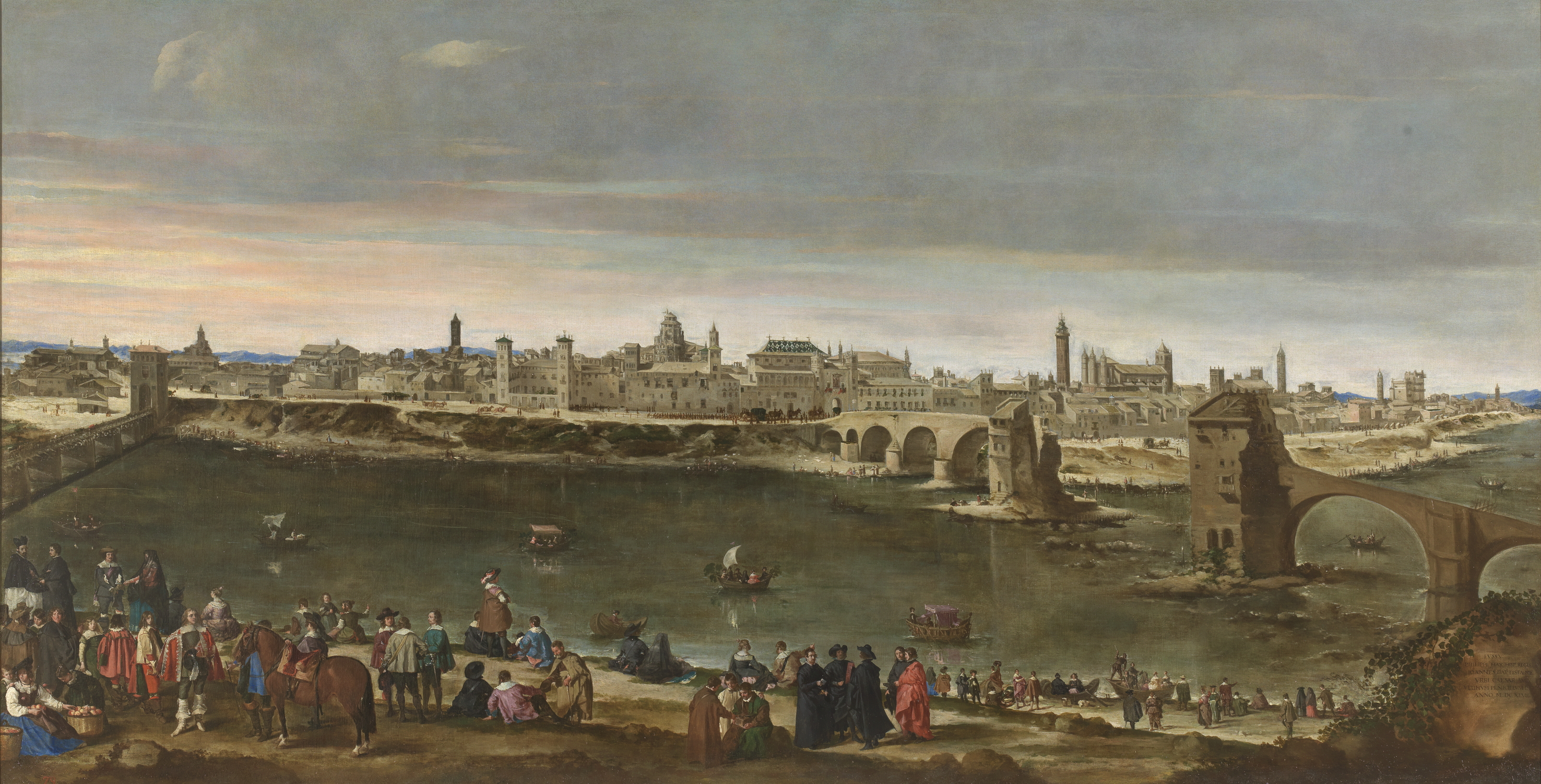
Путь на Сарагосу (1647)
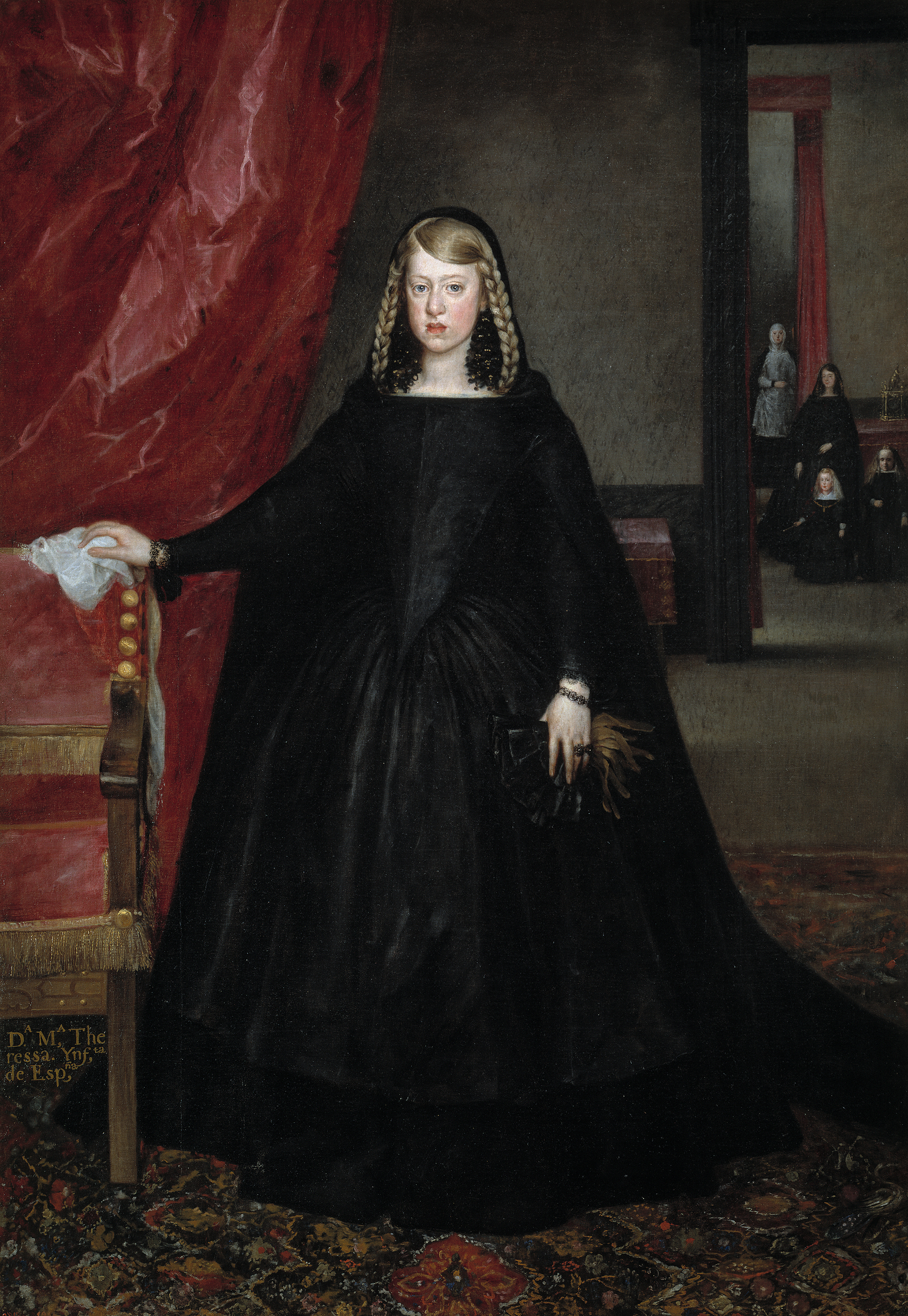
Инфанта Маргарета Тереза Испанская в утреннем платье (1666)
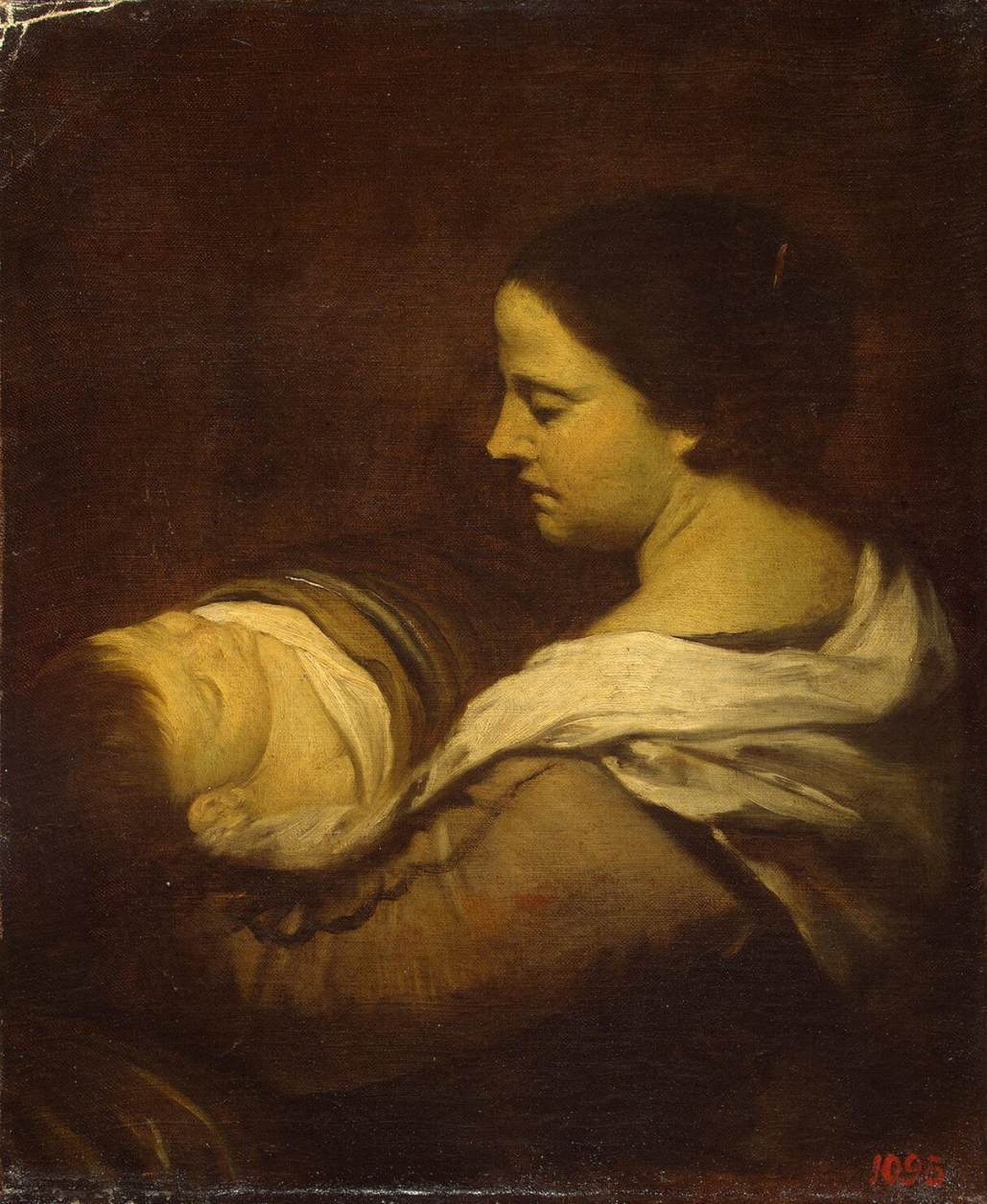
Женщина со слепым ребёнком
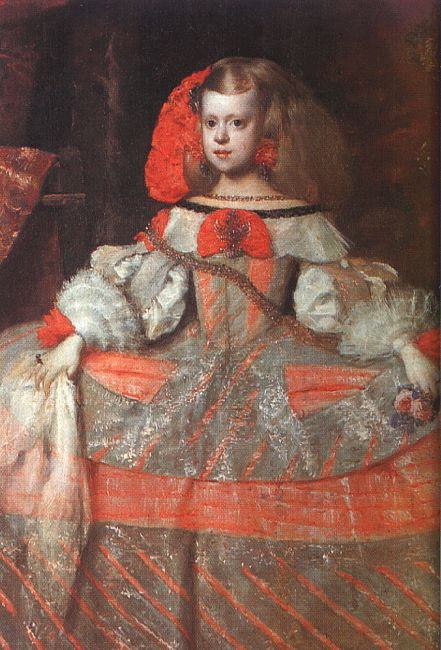
Портрет инфанты Маргариты (копия работы Д. Веласкеса)
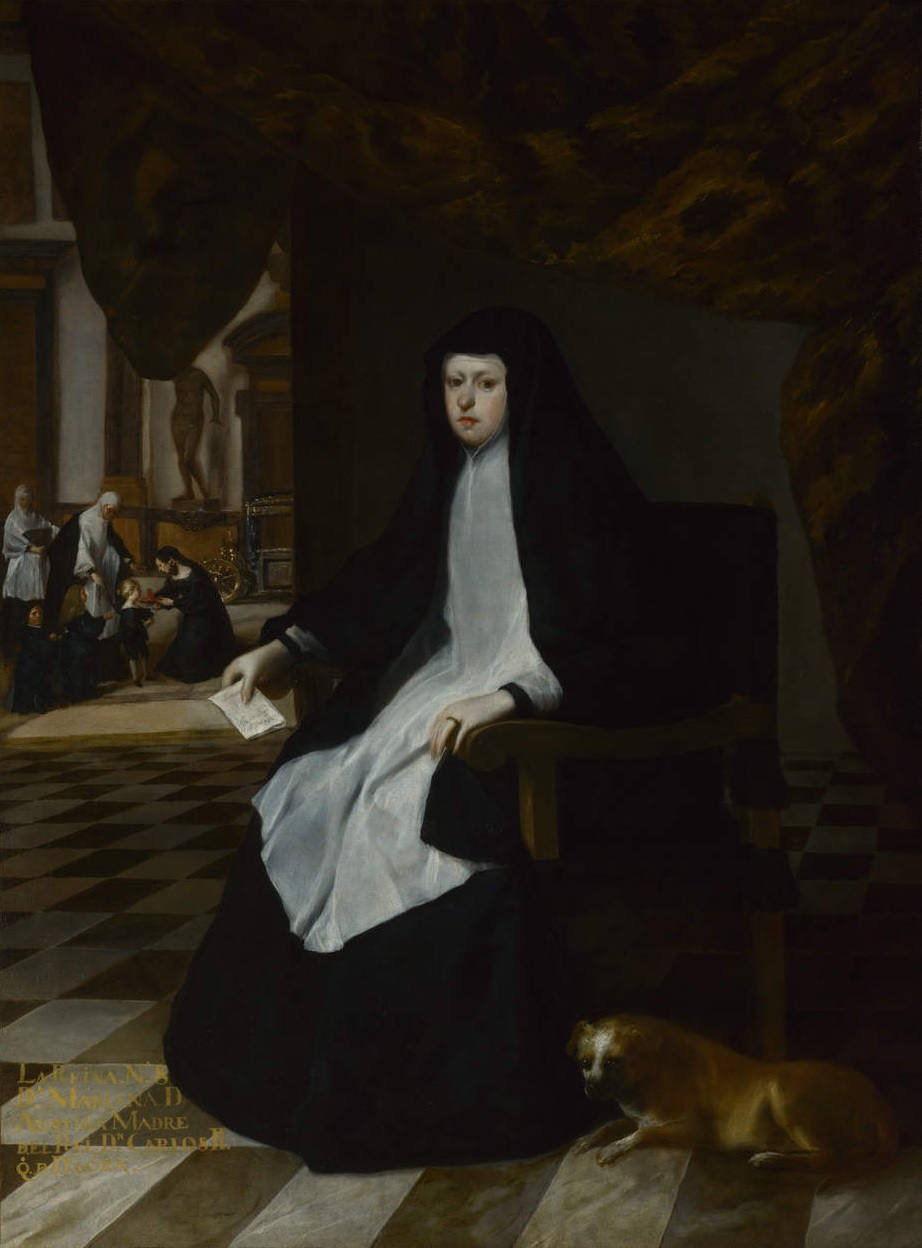
Портрет Марианны Австрийской